# Et Dieu... créa la femme
Et Dieu… créa la femme é um filme ítalo-francês de 1956 com direção de Roger Vadim e estrelado por Brigitte Bardot, Curd Jürgens e Jean-Louis Trintignant. É reconhecido como o filme que lançou Bardot ao estrelato e a tornou o sex-symbol do cinema europeu por três décadas.
Quando o filme foi exibido, causou escândalo na França e na Europa e imediatamente transformou Brigitte Bardot em uma sensação nos Estados Unidos, onde a obra foi condenada pela Liga da Decência Católica por ultrapassar os limites da representação da sexualidade no cinema americano. A maioria das cópias disponíveis foram fortemente editadas para se adequar aos padrões de censura do Código Hays.
A cena em que Bardot dança descalça em cima da mesa é considerada uma das mais eróticas da história do cinema.
O biquíni, até então muito contestado por uma sociedade conservadora, torna-se sucesso a partir deste filme, quando Brigitte Bardot o utiliza em algumas cenas.
No Brasil, voltou a ser exibido nos cinemas em novembro de 2023 após entrar na programação do Festival Varilux.

## Sinopse
O filme narra as experiências de Juliette (Bardot), uma órfã de dezoito anos com desejos sexuais à flor da pele na pequena e tradicional vila de Saint-Tropez. Ela tem a mania de sempre andar descalça, o que acende os desejos e chama a atenção dos homens ao seu redor.
Seu primeiro pretendente é o velho e rico Eric Carradine (Jürgens) que pretende construir um novo cassino na cidade, mas seus planos têm sido impedidos por causa da família Tardieu, que é a proprietária de um pequeno estaleiro na área que ele precisa comprar para erguer o empreendimento mas se recusa a vender o negócio.
Antoine (Christian Marquand) é o filho mais velho da família, que volta para casa para discutir a situação com os familiares e encontra Juliette pronta para se envolver com ele. Porém, as intenções de Antoine são de um envolvimento rápido e sem compromisso e ele a rejeita, deixando a cidade sem levá-la. Os guardiões de Juliette, irritados com suas extravagâncias sexuais, a ameaçam de enviá-la novamente ao orfanato.
Para mantê-la na cidade, Carradine apela a Antoine para que ele se case com ela, o que este desdenha, mas seu irmão mais novo, Michel (Trintignant), apaixonado secretamente por Juliette, aceita o desafio e a pede em casamento. Apesar de estar apaixonada por seu irmão mais velho, ela aceita. Quando Antoine enfim retorna para casa, os problema começam para os recém-casados, e todo os homens em sua vida começam a compreender o que ela representa para eles.

## Repercussão

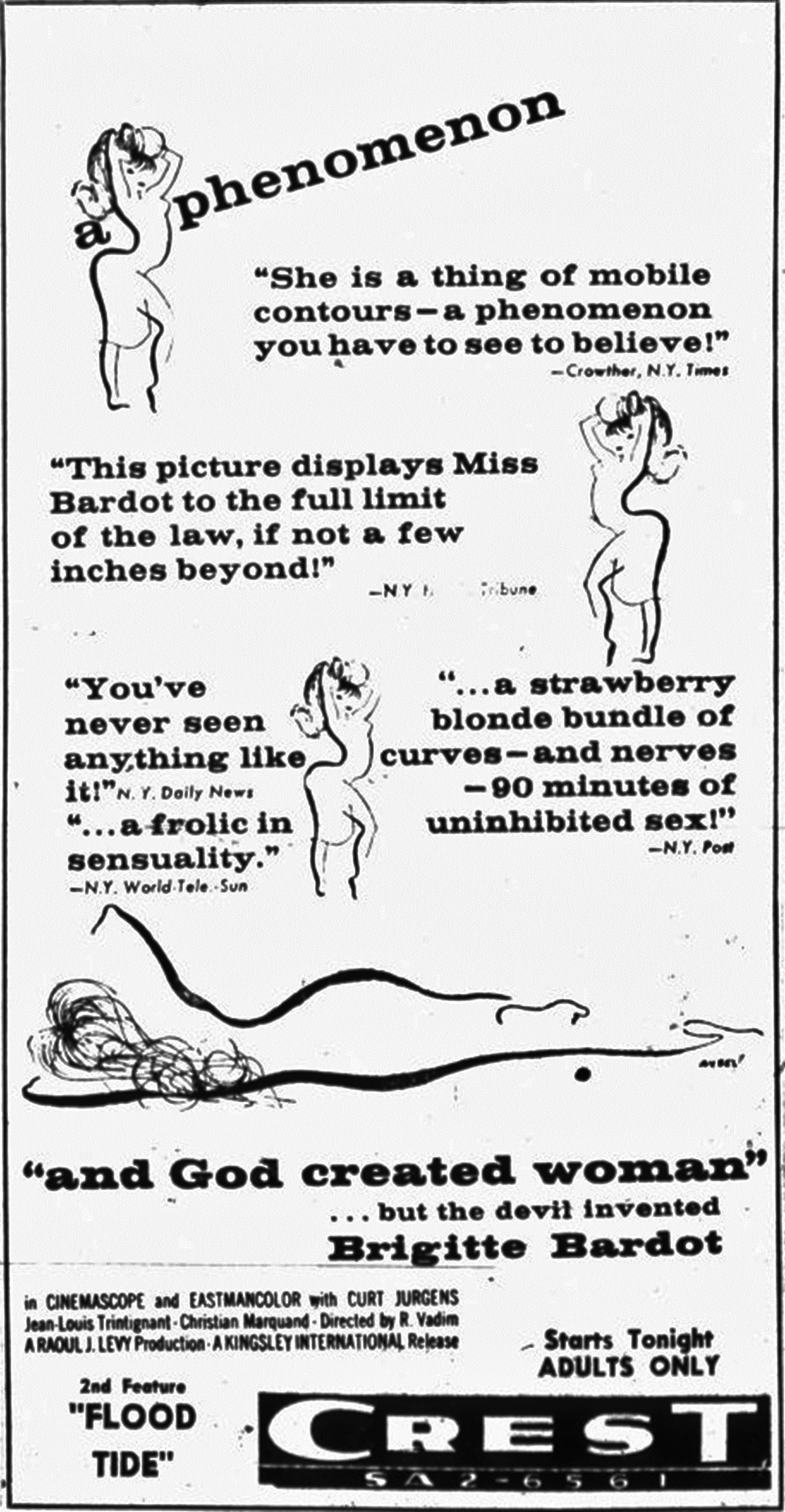
Propaganda teatral dos Estados Unidos, 9 de abril de 1958

Banido em alguns países católicos na época de seu lançamento, muitas das cópias do filme foram fortemente editadas, principalmente as (mínimas) cenas de nudez de BB, para enquadrar a fita na censura moral vigente em 1957.

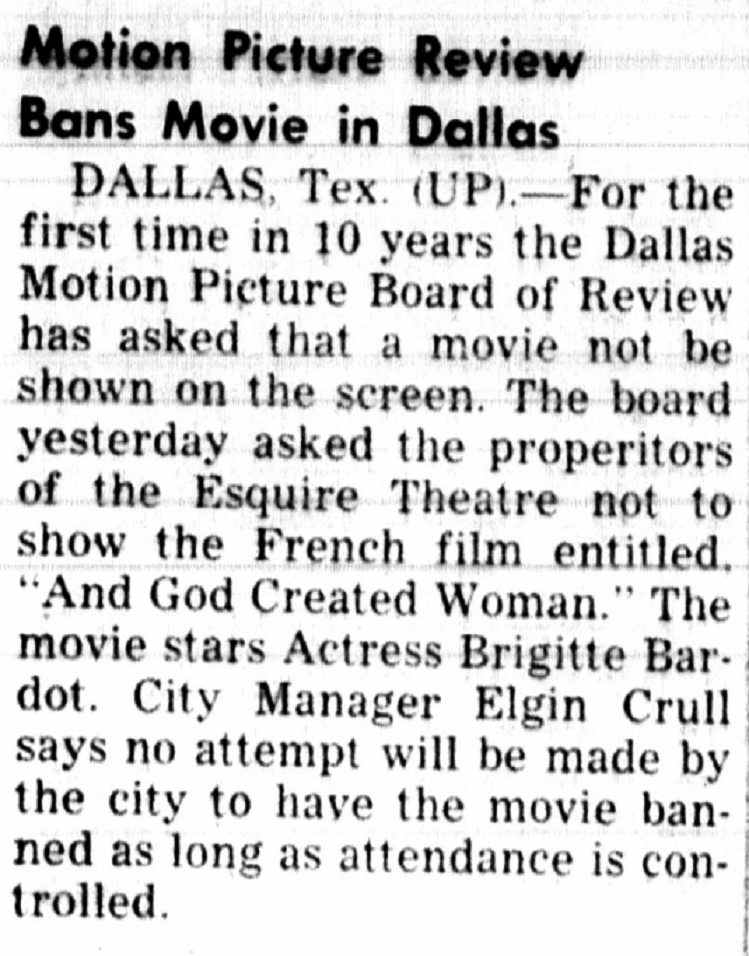
Artigo de jornal sobre a censura ao filme em Dallas, no Texas.

Apesar da censura que sofreu em muitos países, E Deus Criou a Mulher foi um grande sucesso de bilheteria na França e um dos 10 filmes mais populares no Reino Unido no ano de seu lançamento , sendo também o filme em língua estrangeira com a maior arrecadação nos Estados Unidos na época, rendendo mais de US$ 4 milhões em território americano e mais de US$ 21 milhões no resto do mundo. 
Na Europa, o filme quebrou recordes de público da Noruega ao Oriente Médio e também foi um dos mais populares do ano na Austrália e Hong Kong. Para a França, rendeu mais de $ 8 milhões, mais do que a principal exportação do país na época, o Renault Dauphine. 
Nos Estados Unidos, o filme foi lançado pela Kingsley-International, uma subsidiária da Columbia Pictures, pois a Columbia foi proibida de lançar um filme com nudez e temas adultos. A Legião Católica da Decência deu a classificação "C" para "Condenado".
A polícia fez tentativas de suprimir sua triagem em muitos estados americanos. Na Filadélfia, terceira maior cidade do país na época, inspetores invadiram cinemas para apreender cópias em nome de uma lei que proibia programas obscenos. No estado de Nova York, o arcebispo da cidade de Lake Placid tentou comprar todos os ingressos para que ninguém pudesse ver o filme, mas diante da recusa do proprietário do Teatro, o padre pregou o boicote ao cinema aos seus fiéis e aos da Igreja Protestante.
O filme foi extremamente popular em Kansas City, onde foi exibido por um ano no Kimo Theatre, arrecadando mais de $ 100.000, um recorde para o Kansas na época.
Em 1988, Roger Vadim dirigiu a refilmagem, em inglês, com Rebecca De Mornay no papel que foi originalmente de Bardot.

## Elenco principal
- Brigitte Bardot: Juliette Hardy
- Curd Jürgens: Éric Carradine
- Jean-Louis Trintignant: Michel Tardieu
- Marie Glory: Madame Tardieu
- Georges Poujouly: Christian Tardieu
- Christian Marquand: Antoine Tardieu
- Jane Marken: Madame Morin
- Jean Tissier: Vigier-Lefranc
- Isabelle Corey: Lucienne
- Leopoldo Francés: O dançarino